# Quincy University Men's Volleyball
La Quincy University Men's Volleyball è la squadra di pallavolo maschile appartenente alla Quincy University, con sede a Quincy (Illinois). A partire dalla prossima stagione 2026, milita nella Great Lakes Valley Conference, una conference della NCAA Division II che in quella stagione inaugura la Division I della pallavolo maschile. In precedenza, la squadra aveva militato nella Midwestern Intercollegiate Volleyball Association per oltre 30 anni.

## Storia
La squadra di pallavolo maschile della Quincy University viene fondata nel 1994, venendo affiliata alla Midwestern Intercollegiate Volleyball Association. Il primo allenatore di lungo corso degli Hawks è Tim Koth, in carica per otto anni. Dopo un biennio sotto la guida di Niles Peterson, nel 1997 arriva Hadley Foster, sostituito nel 2017 da Bob Crank, che gli subentra ad interim per il finale di stagione, lasciando il posto nel 2018 a Gavin Mueller.

## Conference
- Midwestern Intercollegiate Volleyball Association: 1994-2025
- Great Lakes Valley Conference: dal 2026

## Allenatori
- ?: 1994
- Jeanmarie Becker: 1995
- ?: 1996
- Tim Koth: 1997-2004
- Niles Peterson: 2005-2006
- Hadley Foster: 2007-2017
- Bob Crank: 2017 (ad interim)
- Gavin Mueller: 2018-